# Друцкие
Дру́цкие — русский княжеский род спорного происхождения.
В 1508 году друцкий князь Василий Дмитриевич вместе с братьями Богданом и Андреем и племянником князем Дмитрием Юрьевичем, как замешанные в заговор князя Глинского, вынуждены были бежать из Литвы в Москву и поступить на службу к великому князю Василию III Иоанновичу.
Друцкие стали родоначальниками княжеских родов Друцких-Соколинских, Коноплей-Соколинских, Друцких-Озерецких, Друцких-Прихабских, Бабичевых, Друцких-Любецких, Друцких-Горских, Путятиных и ряда других.
Пользовались гербом Друцк (пол. Druck). Похожий герб принадлежит князьям Друцким-Соколинским (Гербовник V, 4).
При подаче документов в 1686 году, для внесения рода в Бархатную книгу, была предоставлена родословная роспись князей Друцких.

## Происхождение рода
Существует четыре версии относительно происхождения рода:
1. Друцкие являются потомками полоцкой ветви династии Рюриковичей и происходят от Михаила Романовича Друцкого. Существование его отца Романа не подтверждается авторитетными историческими источниками и известно только из позднейшего родословия. Существование сыновей Михаила — Василия и Семёна подтверждается вполне авторитетными источниками[3][4][5].
2. Друцкие происходят от галицко-волынских князей. Л. М. Савёлов в 3-м выпуске «Родословных записок» писал: «По свидетельству польских и литовских писателей и генеалогов, князья Друцкие и князья Острожские происходят от двух родных братьев, и суть потомки князей галицко-владимирских-волынских, именно потомки князя Романа Мстиславича Великого. Впрочем, как бы то ни было, только известно, что родоначальником князей Друцких был князь Михаил Романович Друцкий, имевший двух сыновей — Василия и Семёна»[6]. В качестве отца Михаила Романовича указывается либо известный только по польским источникам Роман Александрович, сын Александра Всеволодовича, князя Белзского[7], либо Роман Данилович (ум. 1260), князь слонимский, луцкий и новогрудский[6][8].
3. Третья версия появилась в XIX веке и основывается на позднейших родословиях Друцких. По этой версии, достоверно известный князь Друцкий Дмитрий был сыном великого князя литовского Ольгерда (Дмитрий Ольгердович). Эта версия, не находящая документального подтверждения, стала популярной вследствие того, что была поддержана авторитетным польским историком С. М. Кучиньским в его монографии и энциклопедических статьях[9][10][11].
4. По четвёртой версии (вариант первой) начало рода пошло от полоцкого князя Рогволода Борисовича, владевшего Друцким княжеством.

В первой половине XIV в. Друцкие разделились на две ветви: первую, князья которой участвовали в восстании Глинских (1508) и после убыли в Москву, и вторую, князья которой остались в Великом княжестве Литовском, присоединив к фамилии ещё одну — по названию имения (Друцкие-Любецкие, Друцкие-Соколинские, Друцкие-Озерецкие) или по прозвищу основателя рода (Друцкие-Конопли, Друцкие-Одинцевичи, Друцкие-Бабичевы).

## Известные представители
- Князь Друцкой Дмитрий Данилович — воевода в Козмодемьянске (1602).
- Князь Друцкой Фёдор Семёнович — воевода в Почепе (1602).
- Князь Друцкой Семён Иванович — стряпчий (1640—1668), московский дворянин (1671—1677), воевода в Старой-Русе (1682).
- Князь Друцкой Иван Васильевич — воевода во Владимире на Клязьме (1648—1649).
- Григорий Друцкий-Горский, мстиславский воевода (1650—1659).
- Князь Друцкой Андрей Семёнович — стольник (1656—1692).
- Князь Друцкой Фёдор Иванович — московский дворянин (1677)[12][13].
- Друцкие-Соколинские, бывшие воеводами полоцкими и каштелянами мстиславскими, витебскими в XVII в.
- Друцкий-Любецкий, Франциск-Ксаверий

## Родословная
- Михаил Романович Друцкий
  - Василий ∞ Василиса
    - Дмитрий (уп. 1372)
      - Василий —> Друцкие
      - Андрей (?—12 августа 1399)─(x)

  - Семён
    - Дмитрий (? — около 1399)
      - Михаил Дмитриевич Друцкой-Подбереский (?—12 августа 1399) —> Подбереские
      - Семён (? — после 1422)
        - Иван Большой Баба (около 1400? — после 1436) 
∞ Евдокия, дочь Андрея Мезецкого
          - Фёдор Бабич (около 1410? — после 1446)
            - Семён —> Друцкие-Соколинские
            - Фёдор Конопля ∞ Елена Вагановская —> Конопли-Соколинские
            - Иван —> Друцкие-Озерецкие
            - Василий Щербатый─(x)

          - Иван─(x)
          - Семён─(x)
          - Константин Бабич (около 1410?-около 1442)
            - Андрей Прихабский (около 1440-до 1515), наместник оршанский до 1505 —> Друцкие-Прихабские

          - Василий Бабич —>Бабичевы
            - Дмитрий
              - Василий Бабич
              - Богдан Бабич
              - Андрей Бабич
              - Юрий Бабич

        - Дмитрий (Митько) Секира Зубревицкий (около 1400?-после 1444) 
∞ София, дочь Жедемина Кориятовича
          - Марина (около 1425—1495) ∞ Семён Семёнович Гольшанский-Трабский

        - Василий Красный (около 1410?-1448), наместник витебский 
∞ NN, дочь Фёдора Воротынского
          - Иван Красный (около 1450?-после 1516) 
∞ 1) Мария, дочь Семёна Кобринского; 
∞ 2) Марина Ивановна Заславская, вдова Богдана Фёдоровича Глинского
            - Дмитрий─(x)

          - NN (дочь) ∞ Богдан Быстрейский

        - Григорий
          - Василий ∞ NN, дочь Елизара Шыловича Кирдея —> Друцкие-Любецкие

        - Михаил «Болобан» (?-1435)─(x)
        - Иван Путята (около 1390?-после 1440)
          - Михаил Путятич
            - Юрий Шишевский
              - Василий Толочинский─(x)

          - Василий Путятич
            - Юрий
              - Дмитрий

            - —> Друцкие-Горские

          - Дмитрий Путятич─(x)
          - Иван Путятич
            - Никита─—> Путятины

      - Иван Киндир (?—12 августа 1399)
        - Александр─(x)

      - Александр Подберезский (?—12 августа 1399)─(x)
      - Александра 
∞ Андрей Гольшанский
        - Софья Гольшанская ∞ Ягайло

## Друцкие в летописях
Историк А. П. Пятнов, анализируя борьбу за влияние в Полоцком княжестве в последней трети XII века, в качестве одной из сил называет Друцких Рогволодичей, представленных сыновьями князя полоцкого (даты княжения 1143/1144-1151, 1158—1161), Друцкого (даты княжения 1158,1161 — не ранее 1171) Рогволода-Василия Рогволодовича-Борисовича — Глебом Рогволодовичем (умер ок. 1184), князем друцким (1146—1151, не ранее 1171) и полоцким (не ранее 1181- ок. 1184) и Всеславом Рогволодовичем (умер до 1196), князем друцким (годы княжения 1181—ранее 1196). В летописях русских и литовских неоднократно упоминается князь Глеб Рогволодович Друцкий, который воевал в 1181 году на стороне князя смоленского Давыда Ростиславича, которому Глеб Рогволодович приходился двоюродным племянником.
Всеслав Рогволодович Друцкий впервые упоминается в Ипатьевской летописи как руководитель полоцкой рати в походе княжеской коалиции на Вциж (1160), а затем как участник похода коалиции князей на Полоцк в 1186 году—по мнению А. П. Пятнова, целью этой акции было укрепить позиции в Полоцке князя Владимира, занявшего этот престол после Глеба Рогволодовича в 1184 году, в его борьбе с полоцкой городской общиной.
Другой, князь Иоанн Друцкой, был в числе удельных князей, осаждавших в 1340 году Смоленск, вместе с татарским царевичем Товлубием. Третий, князь Глеб Друцкий, начальствовал левым крылом русского войска в битве Куликовской (08.09.1380). Карамзин полагает, что эти князья Друцкие происходили от древних владетелей страны Кривичей. Имя своё они приняли от города Друтеска (ныне Друцк), на верховье реки Друть (Минской губернии). Род их давно пресекся, а нынешние князья Друцкие потомки Рюрика.
В Хронике Быховца содержаться сведения о боярине Дмитрии, командовавшем обороной Киева во время нашествия Батыя, поселившемся впоследствии в Друцке, поскольку княжество было без князя.